# Elżbieta Jackiewiczowa
Elżbieta Jackiewiczowa (ur. 22 lutego 1902 w Nowinkach k. Nieświeża, zm. 31 grudnia 1976 w Podkowie Leśnej k. Warszawy) – polska powieściopisarka, publicystka, pedagog.

## Kariera nauczycielska
W 1920 podjęła studia polonistyczne na Uniwersytecie Warszawskim. Po roku przeniosła się na uniwersytet w Wilnie na filologię słowiańską. Po ukończeniu studiów pracowała jako nauczycielka języka polskiego.
Podczas okupacji brała udział w tajnym nauczaniu. Po wojnie pełniła kolejno funkcję dyrektora szkoły, wizytatora, a następnie naczelnika wydziału Kuratorium Łódzkiego. W latach pięćdziesiątych wykładała w Studium Nauczycielskim w Warszawie. W tym czasie publikowała w „Głosie Nauczycielskim” liczne artykuły o tematyce oświatowej, m.in. pod pseudonimami Andrzej Drzazga i Witold Gałacki.

## Kariera pisarska
Debiutowała w 1955 roku powieścią Wczorajsza młodość, następnie m.in. Dwie miłości, Nocny koncert. Są to utwory przeznaczone głównie dla dziewcząt. Jackiewiczowa koncentruje w nich swoją uwagę na życiu szkolnym, na problemach przyjaźni i dojrzewania, przeżywanych konfliktach światopoglądowych. 
W wyniku współpracy z czasopismami młodzieżowymi „Filipinką” i „Na Przełaj”, w których publikowała systematycznie artykuły z życia młodzieży, powstały jej książki Ratuj, Ewo! i Listy o trudnym dojrzewaniu.
Pełniła rolę konsultanta do spraw pedagogicznych podczas tworzenia serialu Wojna domowa.
Za całokształt pracy dydaktycznej i twórczej otrzymała m.in. Medal Komisji Edukacji Narodowej i Order Sztandaru Pracy II klasy.

## Twórczość
- 1955 Wczorajsza młodość
- 1955 Jak zdobyć zaufanie i szacunek dziecka (broszura)
- 1957 O czym chcą wiedzieć dziewczęta (broszura)
- 1957 Kiedy dzieci słuchają i szanują rodziców
- 1958 Dziewczęta szukają drogi
- 1961 Tancerze
- 1961 Listy o trudnym dojrzewaniu
- 1963 Ratuj, Ewo! Porady dotyczące życia uczniowskiego
- 1965 Pokolenie Teresy
- 1968 Dwie miłości
- 1971 Nie wierzą w bociany (broszura)
- 1971 Organizacja życia i pracy w szkole przyszłości
- 1974 Nocny koncert